# World Trade
World Trade is een progressieve rockband, geformeerd in de jaren 1980 door Billy Sherwood (bekend als lid van Yes). De groep wordt soms ook gedefinieerd als neo-progressief (om persoonlijke in plaats van stilistische redenen). In totaal heeft World Trade slechts twee albums uitgebracht, één in 1989 en één in 1995. Hun geschiedenis is echter nauw verweven met die van Yes in de jaren 1980. World Trade ontwikkelde zich uit de band Lodgic met Sherwood en Allison.

## Bezetting
Huidige bezetting
- Billy Sherwood[3] (leadzang, basgitaar)
- Bruce Gowdy[4] (gitaar)
- Guy Allison[5] (keyboards)
- Mark T. Williams[6] (drums)

Voormalige leden
- Jay Schellen[7] (drums)

## Geschiedenis
World Trade werd eind jaren 1980 geformeerd door Billy Sherwood (bas en zang) en Guy Allison (keyboards). De bezetting omvatte ook gitarist Bruce Gowdy en drummer Mark T. Williams. Het titelloze debuutalbum (1989) was duidelijk geïnspireerd door het werk van Trevor Rabin in Yes, met name het geluid van World Trade werd twee jaar eerder onmiddellijk geïdentificeerd als zeer vergelijkbaar met dat van het album Big Generator.
In de nasleep van Big Generator had Yes een periode van crisis doorgemaakt. Jon Anderson was weer weggegaan en formeerde zijn zijproject Anderson Bruford Wakeman Howe. Gitarist Trevor Rabin stond ook op het punt te stoppen. De band, in theorie toegewijd aan het maken van het volgende album, had slechts een paar demo's opgenomen.
Het was op dat moment dat Chris Squire Sherwood en Gowdy van World Trade benaderde en hen uitnodigde om een repetitiesessie van Yes bij te wonen en misschien een mogelijke deelname van de twee in de oorspronkelijke bezetting. Hoewel ze zich in een enigszins onzekere situatie bevonden, begonnen Sherwood en Squire samen te werken en schreven ze samen verschillende nummers. Er werd aangenomen dat deze bezetting van Squire, Alan White, Tony Kaye, Sherwood en Gowdy daadwerkelijk was begonnen met het maken van een album. Iemand verwees naar deze formatie met de naam YesTrade. Dit project werd vervolgens abrupt opgeschort toen Yes begin jaren 1990 een overeenkomst sloot met Anderson Bruford Wakeman Howe, met hen fuseerde en aanleiding gaf tot de grootste formatie in de geschiedenis van Yes (formatie waarin Sherwood en Gowdy redelijkerwijs geen plaats hadden).
Onder de nummers die zeker gemaakt zijn in die tussenfase van YesTrade is The More You Live, dat op Union van Yes verscheen, Love Conquers All, dat verscheen op Yesyears en Say Goodbye, uitgebracht op het tweede album van World Trade.
Zelfs na de heropleving van Union van Yes, bleven Squire en Sherwood samenwerken onder de naam The Chris Squire Experiment. Deze band bracht niets uit, maar hield in de laatste maanden van 1992 een reeks concerten met nummers van Squire, Sherwood en vierhandige stukken (waarvan sommige later zouden worden uitgebracht op Yes of Squire-albums). Sherwood was ook betrokken als extra muzikant bij de tournee van het post-Union album Talk (1994) van Yes.
World Trade bracht in 1995 het tweede album Euphoria uit bij Magna Carta Records, met Jay Schellen op drums ter vervanging van Williams. Ook dit werk doet sterk denken aan het werk van Yes uit dezelfde periode. Een deel van de nummers, waaronder het eerder genoemde Say Goodbye en Evolution Song zijn ook in dit geval samenwerkingen tussen Sherwood en Squire. Op beide nummers speelt Squire bas en zingt. Het is veilig om aan te nemen (en een vrij wijdverbreide mening) dat deze nummers, en misschien andere als Euphoria, oorspronkelijk voor Yes zijn geschreven in de YesTrade-periode.
Na Euphoria is World Trade van het toneel verdwenen. Hun nummers verschenen op twee tribute-albums, geproduceerd door Sherwood in de Magna Carta-serie: Tales from Yesterday (eerbetoon aan Yes) en Supper's Ready (eerbetoon aan Genesis). In beide gevallen wordt de naam World Trade echter gebruikt om te verwijzen naar het duo dat alleen uit Sherwood en Schellen bestaat.Midden jaren 2000, begonnen Sherwood en Gowdy te werken aan een nieuw album, maar dit werd opgegeven en het materiaal werd gepland voor de publicatie Psy-Op. Het derde album Unify werd uitgebracht in 2017 door Frontiers Records met de bezetting Sherwood, Gowdy, Allison en Williams.

## Discografie
- 1989: World Trade (PolyGram)
- 1995: Euphoria (Magna Carta Records)
- 2017: Unify (Frontiers Records)

Nummers op:
- 1995: Tales from Yesterday (Magna Carta), Yes tributealbum
- 1995: Supper's Ready (Magna Carta), Genesis tribute album
- 1995: The Moon Revisited (Magna Carta), Pink Floyd tribute album